# Jean-Paul van Gastel
Jean-Paul van Gastel (Breda, 28 april 1972) is een voormalig Nederlands profvoetballer en huidig voetbaltrainer.

## Voetballoopbaan
Van Gastel begon in 1990 zijn loopbaan bij Willem II waar hij zes seizoenen speelde. In 1996 ging hij naar Feyenoord voor twee miljoen gulden. Bij de Rotterdamse club vormde hij een veelgeprezen middenveld met Paul Bosvelt. Van Gastel maakte onder meer naam als vrije-trappenspecialist.
In 1999 werd hij met Feyenoord landskampioen. De daaropvolgende zomer wilde AS Roma hem met een zeer hoog bod naar Italië halen, maar Feyenoord wilde hem niet kwijt. Het markeerde het begin van een tragisch einde van zijn carrière: het jaar daarop werd Van Gastel geplaagd door blessures waardoor hij niet verder kwam dan tweeëntwintig wedstrijden. Wel won hij met zijn club nog de Johan Cruijff Schaal.
In de seizoenen 2000/01 en 2001/02 speelde Van Gastel door blessureleed praktisch niet meer. Hoewel hij nog deel uitmaakte van het Feyenoord dat in 2002 de UEFA Cup won, had hij part noch deel aan de winst. Na zes seizoenen bij Feyenoord vertrok Van Gastel alsnog naar Italië, waar hij bij het bescheiden Ternana in de Serie B zijn vorm hoopte terug te vinden. Hij maakte zijn debuut voor de club op 10 februari 2002 in de uitwedstrijd tegen Modena (2-0).
Het avontuur in Italië bleek sportief gezien niet erg succesvol. Ternana degradeerde en na enkele weken bij Como onder contract te hebben gestaan werd hij door De Graafschap terug naar Nederland gehaald. Ook daar kende Van Gastel niet het succes waar hij op hoopte: in zijn enige en laatste seizoen bij de Doetinchemse club speelde hij slechts dertien wedstrijden, waarin hij twee keer scoorde.
In zijn totale loopbaan speelde hij tweehonderdeenenzeventig wedstrijden, waarin hij tweeënveertig keer scoorde. Hij kwam ook nog vijf keer uit voor het Nederlands voetbalelftal, waarin hij twee keer scoorde.

## Trainersloopbaan
Na zijn loopbaan als speler werd Van Gastel actief als jeugdtrainer bij Feyenoord en ging hij spelen bij hoofdklasser Zwart-Wit'28. Na het faillissement van Zwart-Wit begin 2004 ging hij naar Achilles Veen. Op 31 mei 2007 nam Van Gastel de functie van Henk Fraser over als de nieuwe trainer van de A-junioren van Feyenoord.
Vanaf het seizoen 2011/12 was Van Gastel assistent-trainer van Ronald Koeman bij het eerste elftal, samen met Giovanni van Bronckhorst.
Op 23 maart 2015 werd bekend dat Giovanni van Bronckhorst vanaf het seizoen 2015/16 hoofdtrainer van de Rotterdamse club zou worden. Hij tekende een contract voor twee jaar. Later kwam hier nog een jaar bij. Op 2 mei 2018 verlengde Van Gastel zijn contract met nog twee jaar, tot de zomer van 2020. In seizoen 2019/20 werkte hij als assistent-trainer onder de nieuwe trainer Jaap Stam. Met het voortijdige vertrek van Jaap Stam, eind oktober 2019, vertrok ook Van Gastel.
In januari 2020 vertrok hij samen met Giovanni van Bronckhorst naar Guangzhou R&F, om onder leiding van Van Bronckhorst te fungeren als assistent-trainer. In december 2020 vertrok hij samen met Van Bronckhorst, video-analist Yöri Bosschaart en conditietrainer Arno Philips bij de club.
In januari 2021 werd bekend dat Van Gastel hoofdtrainer werd bij Guangzhou als opvolger van Van Bronckhorst. Hij is daar trainer geweest tot juli 2022.
Op 25 september 2023 werd bekend dat Van Gastel is aangesteld als nieuwe hoofdtrainer van NAC Breda, als opvolger van de ontslagen Peter Hyballa. Hij liet deze club promoveren naar de Eredivisie.
Met ingang van het seizoen 2024/25 werd hij opnieuw assistent-trainer van Van Bronckhorst. Ditmaal bij het Turkse Beşiktaş. Na een goede start namen de resultaten af en werd de technische staf in november 2024 ontslagen. Hierna vond Van Gastel een nieuwe klus als hoofdtrainer van het Indonesische PSIM Yogyakarta.
| Interlands van Jean-Paul van Gastel voor Nederland | Interlands van Jean-Paul van Gastel voor Nederland | Interlands van Jean-Paul van Gastel voor Nederland | Interlands van Jean-Paul van Gastel voor Nederland | Interlands van Jean-Paul van Gastel voor Nederland | Interlands van Jean-Paul van Gastel voor Nederland |
| №                                                  | Datum                                              | Wedstrijd                                          | Uitslag                                            | Competitie                                         | Goals                                              |
| Als speler van Feyenoord                           | Als speler van Feyenoord                           | Als speler van Feyenoord                           | Als speler van Feyenoord                           | Als speler van Feyenoord                           | Als speler van Feyenoord                           |
| -------------------------------------------------- | -------------------------------------------------- | -------------------------------------------------- | -------------------------------------------------- | -------------------------------------------------- | -------------------------------------------------- |
| 1                                                  | 31 augustus 1996                                   | Nederland – Brazilië                               | 2 – 2                                              | Vriendschappelijk                                  | 90'                                                |
| 2                                                  | 4 juni 1997                                        | Zuid-Afrika – Nederland                            | 0 – 2                                              | Vriendschappelijk                                  | 61'                                                |
| 3                                                  | 10 februari 1999                                   | Nederland – Portugal                               | 0 – 0                                              | Vriendschappelijk                                  | 0                                                  |
| 4                                                  | 28 april 1999                                      | Nederland – Marokko                                | 1 – 2                                              | Vriendschappelijk                                  | 0                                                  |
| 5                                                  | 9 oktober 1999                                     | Nederland – Brazilië                               | 2 – 2                                              | Vriendschappelijk                                  | 0                                                  |

## Erelijst
Als speler
| Eredivisie           | 1x | 1998/99 |
| Johan Cruijff Schaal | 1x | 1999    |

### Als assistent-trainer
| Competitie           |           |                  |           |           |
| Competitie           | Aantal    | Jaren            |           |           |
| Feyenoord            | Feyenoord | Feyenoord        | Feyenoord | Feyenoord |
| -------------------- | --------- | ---------------- | --------- | --------- |
| Eredivisie           | 1x        | 2016/17          |           |           |
| KNVB beker           | 2x        | 2015/16, 2017/18 |           |           |
| Johan Cruijff Schaal | 2x        | 2017, 2018       |           |           |
| Beşiktaş             |           |                  |           |           |
| Süper Kupa           | 1x        | 2024             |           |           |